# San Fernando (Tamaulipas)
La municipalité de San Fernando  est l'une des 43 municipalités de l'État de Tamaulipas, et est située dans la partie centrale de cet État. Riveraine du golfe du Mexique, elle appartient à sa plaine côtière, ainsi qu'au bassin versant du fleuve Río San Fernando. Elle est essentiellement située dans la plaine côtière, tandis que des collines marquent son paysage à l'ouest. Son chef-lieu est la ville éponyme de San Fernando. Elle dépend de la région San Fernando, qui est une des 6 subdivisions administratives de l'État de Tamaulipas.

## Géographie
La municipalité de San Fernando s'étend du nord au sud face au golfe du Mexique, dont la séparent un cordon dunaire et la lagune de Laguna Madre. Elle est traversée d'ouest en est par le fleuve Río San Fernando, ainsi que par d'autres petits fleuves côtiers, qui tous se jettent dans la lagune avant de rejoindre la mer. Sa lagune communique à l'ouest avec une série de petits lacs, reliés par des cours d'eau, tandis que plus à l'ouest son paysage est marqué par des collines. Son altitude oscille entre 50 et 300 mètres. Son chef-lieu, la ville éponyme de San Fernando, se trouve dans la partie occidentale de son territoire, sur les bords du fleuve Río San Fernando, localement nommé Río Conchos, à une altitude de 40 mètres,. Son territoire couvre une superficie de 6091,36 km², et était peuplé en 2020 de 51 405 habitants.
Cette municipalité fait partie de la région San Fernando, qui est une des 6 subdivisions administratives de l'État de Tamaulipas, et regroupe les municipalités de Méndez, Burgos, Cruillas et San Fernando.
Elle est limitrophe au nord de celles de Matamoros et de Río Bravo, à l'ouest de celles de Méndez, de Burgos et de Cruillas, et au sud de celles de  d'Abasolo et de Soto la Marina.

## Composition et démographie
La municipalité était composée en 2010 de 875 localités.
| Localité                                    | Population |
| ------------------------------------------- | ---------- |
| San Fernando                                | 29 666     |
| General Francisco Villa                     | 3 479      |
| Carboneras (La Carbonera)                   | 2 723      |
| General Fco. González Villarreal (San Juan) | 1 837      |

En plus de l'espagnol, plusieurs langues amérindiennes sont parlées dans la municipalité, dont les principales sont par ordre d'importance : le nahuatl, le huastèque, et le totonaque.

## Histoire
Dans le contexte de la conquête et de la colonisation de la nouvelle province de Nouvelle-Santander par José de Escandón entre 1748 et 1755, la ville de San Fernando est fondée le 19 mars 1749, près d'un lieu nommé Barra de Salinas. Cependant, à la suite d'une inondation survenue en 1751, la ville est déplacée vers son lieu actuel en 1757. Ses colons provenaient de la région de Nuevo León.
C'est dans les environs de la ville qu'ont lieu les massacres de 2010 et de 2011 perpétrés par l'organisation criminelle Los Zetas.